# Лърце
Лърце (на македонска литературна норма: Ларце; на албански: Llërca) е село в Северна Македония, в Община Желино.

## География
Селото се намира в областта Долни Полог, разположено по горното течение на река Суводолица в северните склонове на планината Сува гора.

## История
В края на XIX век Лърце е албанско село в Тетовска каза на Османската империя. Според статистиката на Васил Кънчов („Македония. Етнография и статистика“) от 1900 година Лърце е село, населявано от 138 жители арнаути мохамедани.
Според Афанасий Селишчев в 1929 година Лърце е село в Групчинска община в Долноположкия срез и има 90 къщи с 562 жители албанци.
Според преброяването от 2002 година селото има 1868 жители.
| Националност | Всичко |
| македонци    | 5      |
| албанци      | 1859   |
| турци        | 1      |
| роми         | 0      |
| власи        | 0      |
| сърби        | 0      |
| бошняци      | 1      |
| други        | 2      |